# 比弗克里克 (馬里蘭州)
比弗克里克（英語：Beaver Creek）是位於美國馬里蘭州華盛頓縣的一個普查規定居民點。

## 人口
根據2020年美國人口普查的數據，比弗克里克的面積為2.98平方千米，當中陸地面積為2.98平方千米，而水域面積為0.00平方千米。當地共有人口461人，而人口密度為每平方千米154.7人。